# Halosarcia
Halosarcia é um género botânico pertencente à família Amaranthaceae.

## Espécies
- Halosarcia auriculata
- Halosarcia bulbosa
- Halosarcia calyptrata
- Halosarcia chartacea
- Halosarcia cupuliformis
- Halosarcia cymbiformis
- Halosarcia doleiformis
- Halosarcia entrichoma
- Halosarcia fimbriata
- Halosarcia flabelliformis
- Halosarcia fontinalis
- Halosarcia halocnemoides
- Halosarcia halocnemoides subsp. catenulata
- Halosarcia halocnemoides subsp. caudata
- Halosarcia halocnemoides subsp. halocnemoides
- Halosarcia halocnemoides subsp. longispicata
- Halosarcia halocnemoides subsp. tenuis
- Halosarcia indica
- Halosarcia indica subsp. bidens
- Halosarcia indica subsp. indica
- Halosarcia indica subsp. julacea
- Halosarcia indica subsp. leiostachya
- Halosarcia lepidosperma
- Halosarcia leptoclada
- Halosarcia leptoclada subsp. inclusa
- Halosarcia leptoclada subsp. leptoclada
- Halosarcia lylei
- Halosarcia nitida
- Halosarcia peltata
- Halosarcia pergranulata
- Halosarcia pergranulata subsp. divaricata
- Halosarcia pergranulata subsp. elongata
- Halosarcia pergranulata subsp. pergranulata
- Halosarcia pergranulata subsp. queenslandica
- Halosarcia pluriflora
- Halosarcia pruinosa
- Halosarcia pterygosperma
- Halosarcia pterygosperma subsp. denticulata
- Halosarcia pterygosperma subsp. pterygosperma
- Halosarcia syncarpa
- Halosarcia undulata